# آتسوکو مائدا
آتسوکو مائدا (انگلیسی: Atsuko Maeda؛ زادهٔ ۱۰ ژوئیهٔ ۱۹۹۱) موسیقی‌دان اهل ژاپن است. وی از سال ۲۰۰۵ میلادی تاکنون مشغول فعالیت بوده‌است.
او در فیلم‌های بازخیز گودزیلا و پیش از این که ناپدید شویم بازی کرده است.